# 戈弗雷·比奈萨
戈弗雷·卢孔格瓦·比奈萨（1920年5月30日—2010年8月5日），乌干达政治人物、律师，1979年至1980年间曾出任总统。

## 早年生活
比奈萨曾于马凯雷雷大学就读，随后在伦敦大学获得法律学位，并被委任为御用大律师，在坎帕拉执业。他在1950年代曾加入乌干达国民大会党和联合大会党；其后他加入乌干达独立后的首个执政党──乌干达人民大会党。1962年，他被委任为司法部长。1968年，他在宪制问题上与总统米尔顿·奥博特意见不合，因而辞职。
伊迪·阿明在1971年夺权后，比奈萨流亡到美国，在纽约州芒特弗农继续当律师。他在美国曾参与反阿明组织。

## 出任总统
伊迪·阿明在1979年被推翻后，比奈萨返回乌干达。这时优素福·卢莱出任过渡总统，为期68天。1979年6月20日，比奈萨被委任为总统。1980年5月12日，比奈萨把国家军队参谋长奥伊特·奥乔克撤职后，被以保罗·穆万加为首的军事委员会撤职。乌干达随后由总统委员会领导，委员包括保罗·穆万加、约韦里·穆塞韦尼、奥伊特·奥乔克和蒂托·奥凯洛。
总统委员会一直运作至1980年12月乌干达大选。比奈萨也参与了这次选举，但被米尔顿·奥博特领导的人民大会党击败。
比奈萨出任总统期间，为了巩固权力，曾实行一套被他称为“雨伞”的理念，团结所有乌干达人。后来穆塞韦尼政府采用的全国抵抗运动政治体系，也被认为出自比奈萨的理论。

## 婚姻
2004年7月26日，比奈萨与日本籍的山本友子通过卫星通讯在统一教教堂结婚。但这段婚姻只维持了一年，他们在2005年7月离婚。

## 逝世
2010年8月5日烏干達政府發言人證實，前總統比奈薩當天在坎帕拉去世，終年90歲。